# Nuottasaari (ö i Södra Savolax, Pieksämäki, lat 62,45, long 26,71)
Nuottasaari är en ö i Finland. Den ligger i sjön Vihtanen och i kommunen Pieksämäki i den ekonomiska regionen  Pieksämäki ekonomiska region  och landskapet Södra Savolax, i den centrala delen av landet, 270 km norr om huvudstaden Helsingfors. Öns area är 1,1 hektar och dess största längd är 200 meter i nord-sydlig riktning.